# Ku-Maloob-Zaap
Ku-Maloob-Zaap est complexe de gisements de pétrole mexicain, situé en offshore dans la baie de Campeche, à proximité de Cantarell. La Pemex y effectue d'importants travaux visant à déployer l'injection d'azote dans le gisement, à la manière de ce qui avait été fait à Cantarell. La production devrait ainsi passer à 800 000 barils par jour d'ici 2011, contre 300 000 en 2005 et 400 000 en 2006. Cette hausse de production compense une partie du déclin de Cantarell, même si le pétrole de Ku-maloob-Zaap est encore plus lourd que celui de Cantarell. 